# Harran

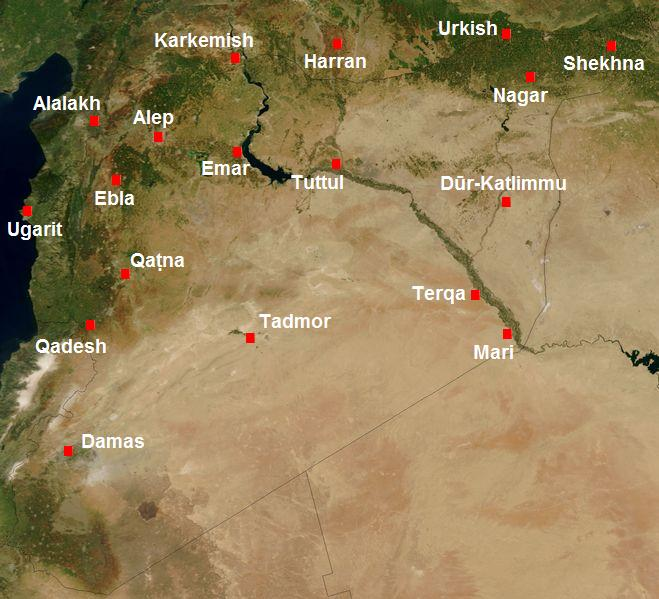
Harran şi oraşele învecinate

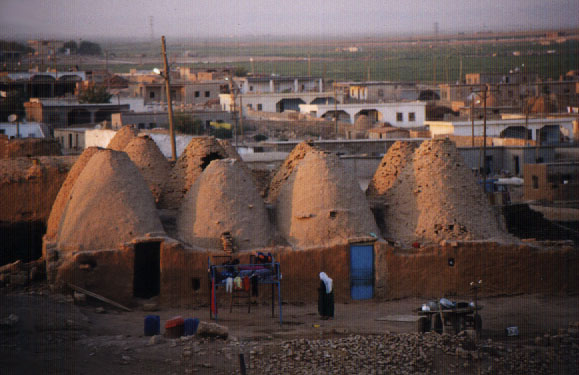
Case tradiţionale din noroi sub formă de stup din satul Harran, Turcia

Harran este un sat și un district în provincia Șanlıurfa din sud-estul Turciei, la 44 km sud-est de orașul omonim, Șanlıurfa, și în apropiere de granița cu Siria. Numele satului este oficial Altınbașak, în timp ce districtul este numit Harran. 